# Letia
Letia település Franciaországban, Corse-du-Sud megyében. Lakosainak száma 120 fő (2022. január 1.). Letia Murzo, Cristinacce, Poggiolo, Renno, Soccia, Vico, Albertacce és Corte községekkel határos.

## Népesség
A település népességének változása:
| Lakosok száma | 285  | 204  | 122  | 107  | 113  | 113  | 121  | 127  | 128  | 120  |
|               | 1968 | 1982 | 1990 | 2006 | 2013 | 2015 | 2017 | 2019 | 2020 | 2022 |